# Chambave
Chambave (arpità Tsambava) és un municipi italià, situat a la regió de Vall d'Aosta. L'any 2007 tenia 968 habitants. Limita amb els municipis de Champdepraz, Fénis, Pontey, Saint-Denis i Verrayes.

## Administració

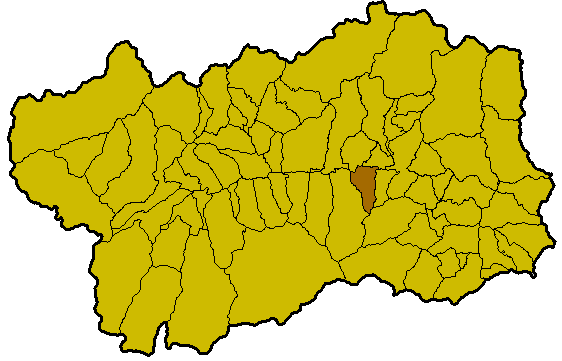
Situació de Chambave a la Vall

| Període | Identitat     | Partit        |
| ------- | ------------- | ------------- |
| 2005-   | Elio Chatrian | Llista cívica |